# Henry Inigo Triggs

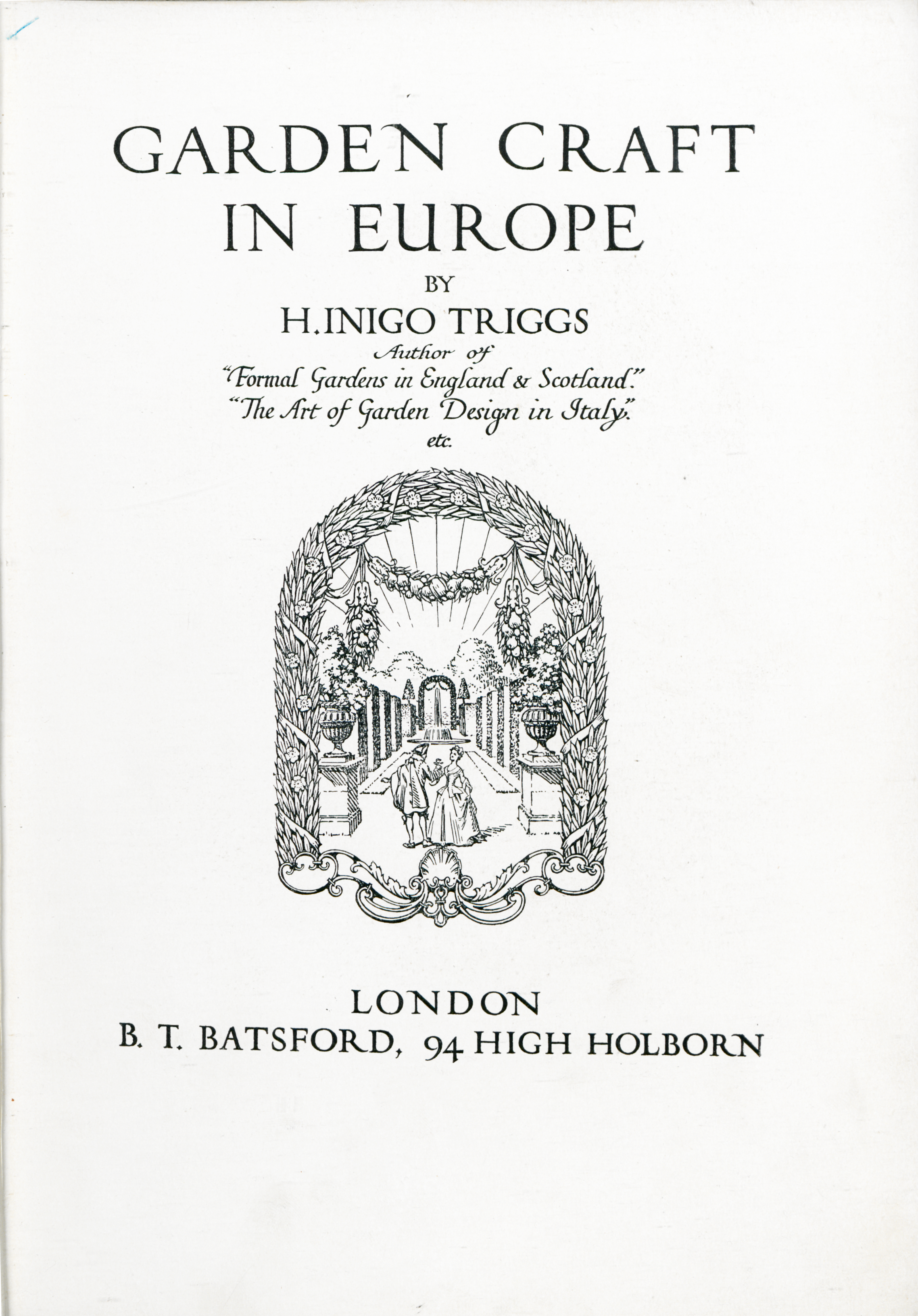
Garden craft in Europe von Henry Inigo Triggs, Titelblatt (1913)

Henry Inigo Triggs (* 28. Februar 1876 in Chiswick; † 8. April 1923 in Taormina) war ein britischer Architekt und Gartengestalter. Er spezialisierte sich auf den Bau von Landhäusern in Südengland und wurde der führende Fachmann seiner Zeit für die Geschichte des formalen Gartens in Großbritannien.

## Leben
Triggs besuchte die Godolphin School. Er studierte an der Royal Academy in London. 1907 heiratete er Gladys Claire. Während seiner Arbeit als Architekt wandte er sich mehr und mehr der Gartengestaltung zu. Er beschäftigte sich intensiv mit dem formalen (geometrischen) Garten in Großbritannien, einem Aspekt der britischen Gartengeschichte, dem bis dahin angesichts des vorherrschenden Stils des englischen Landschaftsgartens kaum Beachtung geschenkt worden war.

## Schriften
- Some architectural works of Inigo Jones. A series of measured drawings ... with descriptive notes ... (London 1901)
- Italy. Illustrated by seventy-three photographic plates ... and numerous sketches ... taken from original surveys and plans specially made by the author, and twenty-eight plates from photographs by Mrs. Aubrey Le Blond (London 1906)
- Town planning, past, present and possible ... with 173 illustrations (London 1909)
- Formal gardens in England and Scotland ... A series of illustrations mainly from old examples. With an introduction and descriptive accounts ... 3 Teile (London 1902–1912)
- Garden craft in Europe (London 1913)